# Bazincourt-sur-Epte
Bazincourt-sur-Epte is een gemeente in het Franse departement Eure (regio Normandië) en telt 578 inwoners (1999). De plaats maakt deel uit van het arrondissement Les Andelys.

## Geografie
De oppervlakte van Bazincourt-sur-Epte bedraagt 11,0 km², de bevolkingsdichtheid is 52,5 inwoners per km².
De onderstaande kaart toont de ligging van Bazincourt-sur-Epte met de belangrijkste infrastructuur en aangrenzende gemeenten.

## Demografie
Onderstaande figuur toont het verloop van het inwonertal (bron: INSEE-tellingen).